# Sân vận động DY Patil

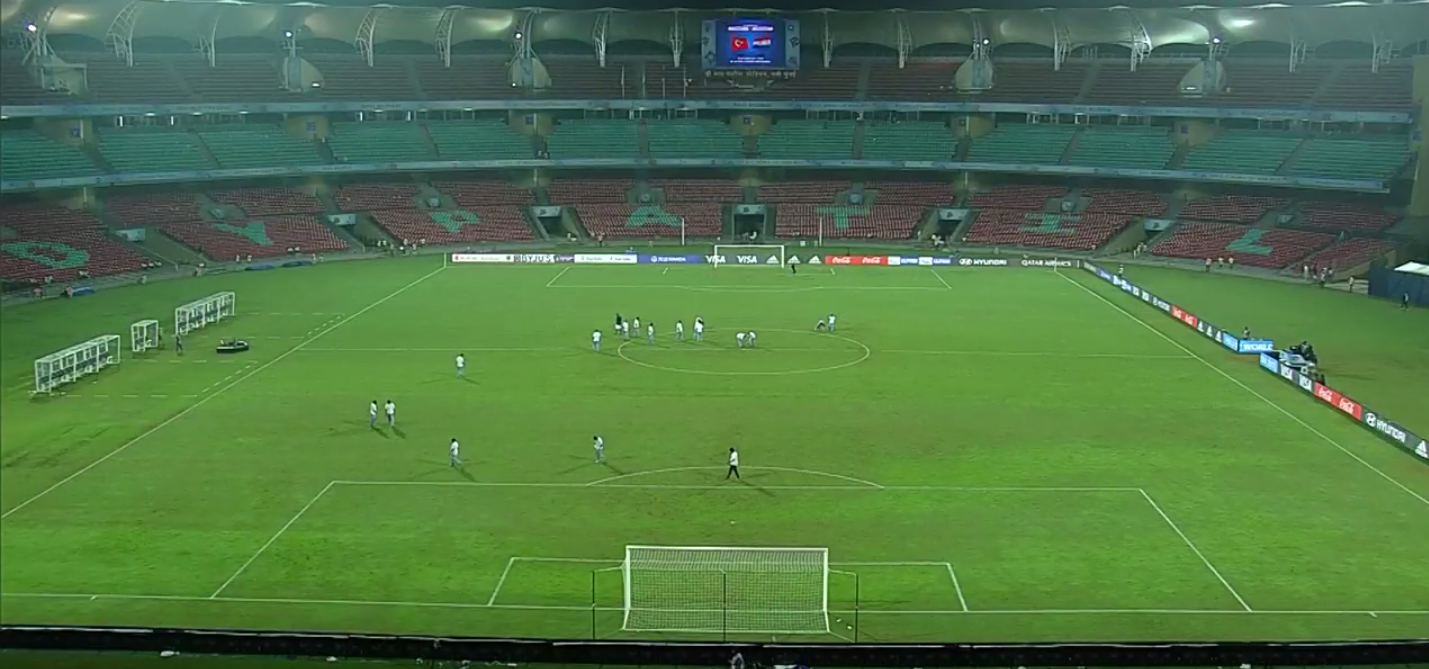
Sân vận động trong một trận đấu của Giải vô địch bóng đá U-17 thế giới 2017

Sân vận động DY Patil (tiếng Anh: DY Patil Stadium), còn được gọi là Sân vận động Thể thao DY Patil, là một sân vận động cricket và bóng đá nằm gần Đại học D. Y. Patil tại Nerul ở Navi Mumbai, Maharashtra, Ấn Độ. Sân vận động có sức chứa 55.000 người. Sân được thiết kế bởi Hafeez Contractor. Đây là sân nhà thứ hai của câu lạc bộ Mumbai City FC thuộc Indian Super League. Sân vận động này cũng đã tổ chức các trận đấu của Giải vô địch bóng đá U-17 thế giới 2017, Cúp bóng đá nữ châu Á 2022 và Giải vô địch bóng đá nữ U-17 thế giới 2022.
Sân vận động chính thức được khánh thành vào ngày 4 tháng 3 năm 2008. Đây từng là sân nhà của đội IPL Mumbai Indians trong một thời gian ngắn. Sân đã tổ chức ba trận đấu IPL của Mumbai Indians và cũng đã tổ chức các trận chung kết Giải cricket ngoại hạng Ấn Độ 2008 và 2010.